# アーロン・バレット
アーロン・ジェームズ・バレット（Aaron James Barrett, 1988年1月2日 - ）は、アメリカ合衆国・インディアナ州バンダーバーグ郡エバンズビル出身の元プロ野球選手（投手）。右投右打。

## 経歴

### プロ入り前
2006年、MLBドラフト44巡目（全体1311位）でロサンゼルス・ドジャースから指名されたが、ウォバシュ・バレー大学へ進学した。
2008年、MLBドラフト20巡目（全体606位）でミネソタ・ツインズから指名されたが、契約には至らず、ミシシッピ大学に編入した。
2009年、MLBドラフト27巡目（全体814位）でテキサス・レンジャーズから指名されるも拒否した。

### プロ入りとナショナルズ時代
2010年のMLBドラフト9巡目（全体266位）でワシントン・ナショナルズから指名され、6月14日に契約。契約後、傘下のA-級バーモント・レイクモンスターズでプロデビュー。10試合（先発4試合）に登板して0勝5敗、防御率9.43、25奪三振を記録した。
2011年はA-級オーバーン・ダブルデイズでプレーし、19試合に登板して1勝2敗9セーブ、防御率4.05、32奪三振を記録した。
2012年はまずA級ヘイガーズタウン・サンズでプレーし、31試合に登板して3勝2敗16セーブ、防御率2.60、52奪三振を記録した。7月にA+級ポトマック・ナショナルズに昇格。11試合に登板して1セーブ、防御率1.06・21奪三振を記録した。オフにはアリゾナ・フォールリーグに参加し、ソルトリバー・ラフターズに所属した。
2013年はAA級ハリスバーグ・セネターズでプレーし、51試合に登板して1勝1敗26セーブ、防御率2.15、69奪三振を記録した。オフの11月20日にナショナルズとメジャー契約を結び、40人枠]入りした。
2014年はスプリングトレーニング中のプレシーズン・ゲームで10試合に登板して10.2回を無失点に抑え、開幕ロースター入りを果たした。3月31日に行われたニューヨーク・メッツとのシーズン開幕戦でメジャーデビュー。5対5の同点で迎えた9回裏から登板。1回を投げ無安打無失点2奪三振と好投し、直後の延長10回表にナショナルズが4点を入れ勝ち越したため、メジャー初勝利を挙げた。開幕後6試合で、1勝0敗1ホールド・防御率0.00と好投を見せていたが、4月12日にAAA級シラキュース・チーフスへ降格。4月22日に再昇格した。再昇格後はリリーフに定着したが、7月は9試合の登板で防御率が9.53と落ち込み、8月1日にAAA級シラキュースへ降格。登録枠が拡大した9月1日に再昇格した。この年は50試合に登板して3勝0敗8ホールド、防御率2.66、49奪三振を記録した。
2015年も開幕ロースター入りしたが、6月12日に右腕の故障で15日間の故障者リスト入りした。7月10日に復帰し、25日のピッツバーグ・パイレーツ戦で自己最多の10ホールドを記録したが、8月5日のアリゾナ・ダイヤモンドバックス戦で0.1回を4安打3失点と打ち込まれ、9日に右肘の故障で15日間の故障者リスト入りした。トミー・ジョン手術を受けることになり、8月21日に60日間の故障者リストへ異動し、そのままシーズンを終えた。この年は40試合に登板して3勝3敗10ホールド、防御率4.60、35奪三振を記録した。12月には左足首の骨棘除去手術を受けた。
2016年はリハビリ中の7月23日に右腕を骨折した。銃声のような大きな音を立てて起きたこの怪我は目撃したマット・レイトスが嘔吐としてしまうほど酷いものだったようで、録画されていた映像は当時の監督であるダスティ・ベイカーにより閲覧禁止にされた。2枚のプレートと16本のボルトを入れる大きな手術を受け、故障者リストに入ったままシーズンを終えた。シーズン終了後の10月25日にマイナー契約でAAA級シラキュースへ配属された後、翌26日にDFAとなった。
2017年4月3日、球団とマイナー契約を結び、AAA級シラキュースへ配属されたが、この年も登板しなかった。
2018年はメジャーのスプリングトレーニングに参加し、春のエキシビションで2015年以来の登板を果たした。シーズンではA-級オーバーンでこれもまた3年ぶりとなる公式戦復帰を果たした。オフの11月2日にFAになるも、すぐに再びマイナー契約を結んだ。
2019年はAA級ハリスバーグで開幕を迎え、防御率2.75、31セーブでシーズンを終えた。9月3日にメジャー昇格することが監督のマシュー・リークロイから伝えられた。同7日のアトランタ・ブレーブス戦で4年ぶりのメジャー登板を果たし、1回無失点に抑えて降板すると、ベンチで涙を見せた。計3登板した。ポストシーズンでの登板はなかったが、ワールドシリーズ制覇を経験した。
2020年10月9日にマイナー契約となってAAA級フレズノ・グリズリーズに送られ、翌日に自由契約となったが、11月5日に再びマイナー契約を結んで2021年のスプリングトレーニングに招待選手として参加することになったと報じられ、20日に正式公示された。
2021年はメジャー昇格の機会はなく、オフの11月7日にFAとなった。

### フィリーズ傘下時代
2022年3月16日にフィラデルフィア・フィリーズとマイナー契約を結んだ。シーズン中の8月9日に現役引退が発表された。

## 詳細情報

### 年度別投手成績
| 年 度    | 球 団    | 登 板 | 先 発 | 完 投 | 完 封 | 無 四 球 | 勝 利 | 敗 戦 | セ 丨 ブ | ホ 丨 ル ド | 勝 率 | 打 者 | 投 球 回 | 被 安 打 | 被 本 塁 打 | 与 四 球 | 敬 遠 | 与 死 球 | 奪 三 振 | 暴 投 | ボ 丨 ク | 失 点 | 自 責 点 | 防 御 率 | W H I P |
| -------- | -------- | ----- | ----- | ----- | ----- | -------- | ----- | ----- | -------- | ----------- | ----- | ----- | -------- | -------- | ----------- | -------- | ----- | -------- | -------- | ----- | -------- | ----- | -------- | -------- | ------- |
| 2014     | WSH      | 50    | 0     | 0     | 0     | 0        | 3     | 0     | 0        | 8           | 1.000 | 174   | 40.2     | 33       | 1           | 20       | 2     | 1        | 49       | 6     | 1        | 17    | 12       | 2.66     | 1.30    |
| 2015     | WSH      | 40    | 0     | 0     | 0     | 0        | 3     | 3     | 0        | 10          | .500  | 123   | 29.1     | 28       | 1           | 7        | 0     | 3        | 35       | 1     | 0        | 15    | 15       | 4.60     | 1.19    |
| 2019     | WSH      | 3     | 0     | 0     | 0     | 0        | 0     | 0     | 0        | 0           | ----  | 16    | 2.1      | 5        | 1           | 4        | 0     | 0        | 1        | 1     | 0        | 4     | 4        | 15.43    | 3.86    |
| 2020     | WSH      | 2     | 0     | 0     | 0     | 0        | 0     | 0     | 0        | 0           | ----  | 9     | 1.2      | 2        | 0           | 2        | 1     | 1        | 1        | 0     | 0        | 2     | 2        | 10.80    | 2.40    |
| MLB：4年 | MLB：4年 | 95    | 0     | 0     | 0     | 0        | 6     | 3     | 0        | 18          | .667  | 322   | 74.0     | 68       | 3           | 33       | 3     | 5        | 86       | 8     | 1        | 38    | 33       | 4.01     | 1.36    |

- 2021年度シーズン終了時

### 年度別守備成績
| 年 度 | 球 団 | 投手（P） | 投手（P） | 投手（P） | 投手（P） | 投手（P） | 投手（P） |
| 年 度 | 球 団 | 試 合     | 刺 殺     | 補 殺     | 失 策     | 併 殺     | 守 備 率  |
| ----- | ----- | --------- | --------- | --------- | --------- | --------- | --------- |
| 2014  | WSH   | 50        | 2         | 4         | 1         | 0         | .857      |
| 2015  | WSH   | 40        | 2         | 3         | 2         | 1         | .714      |
| 2019  | WSH   | 3         | 0         | 0         | 0         | 0         | ----      |
| MLB   | MLB   | 93        | 4         | 7         | 3         | 1         | .786      |

- 2019年度シーズン終了時

### 背番号
- 30（2014年 - 2015年）
- 32（2019年 - 2020年）